# Mellin
Mellin is een dorp in de Duitse gemeente Beetzendorf in de deelstaat Saksen-Anhalt. Mellin ligt ongeveer 6 km noordoostelijk van Brome. Op 23 oktober 2008 besloot de gemeenteraad van Mellin om de gemeente op te heffen en in de gemeente Beetzendorf op te gaan. Bij de opheffing op 1 januari 2009 werd Mellin een ortsteil van Beetzendorf.